# Taxco
Taxco de Alarcón, obecně používáno jen Taxco (čti Tasko) je staré, koloniální mexické město ve státě Guerrero známé pro svou těžbu a zpracování stříbra. Město se nachází 200 km jihozápadně od Ciudad de Mexico na staré cestě do Acapulca. Nadmořská výška města, které se nachází v pohoří Sierra Madre je 1800 m n. m.

## Historie

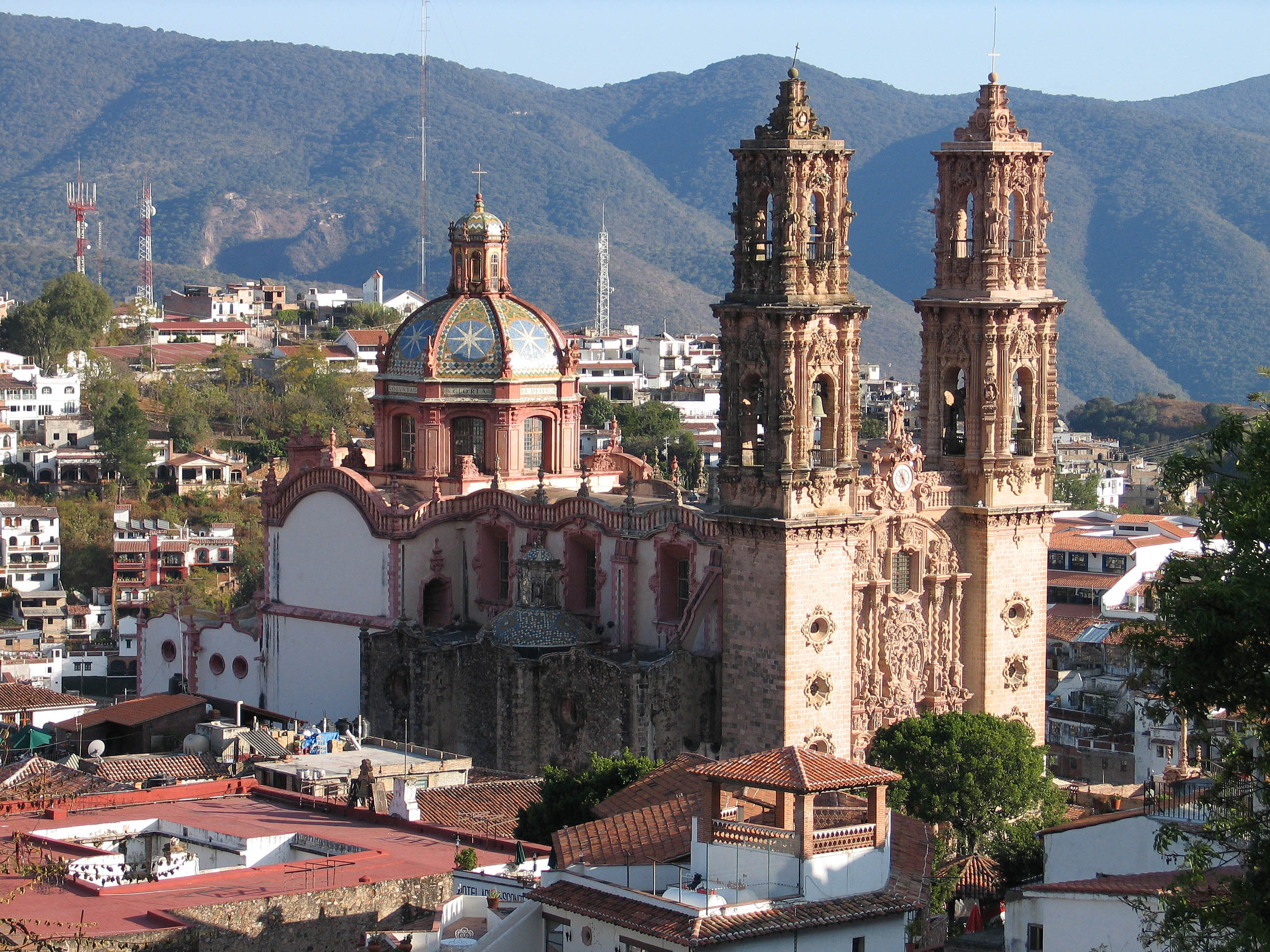
Kostel Santa Prisca v Taxcu

Název Taxco vzniklo s největší pravděpodobností z Náhuatlu (jazyka starých Aztéků), ze slova "tlacheco", jenž znamená "místo, kde se hraje míčová hra". Jiná teorie vychází ze slova "tatzco", jenž znamená "odkud pochází otec vod" a referuje se k tzv. El Chorrillo, vysokému vodopádu spadajícímu z hory Atatzin nedaleko centra města. Přídomek "De Alarcón" je poctou slavnému španělskému dramatikovi Juan Ruiz de Alarcón, který se narodil právě v Taxcu. Jako mnoho měst v Centrální Americe, městský znak Taxca vychází ze starého aztéckého znaku. Tento znak má tvar Mezoamerického hracího pole s kruhy, hráči a lebkami, a je odvozený od pravděpodobného původního názvu Taxca.
Již od koloniálních dob se v Taxcu těžilo stříbro. V dnešní době se však těžba komerčně nevyplácí a město je známé především díky výrobkům ze stříbra, které se ve městě prodávají v mnoha obchodech a stáncích.
Město je silně svázáno se stříbrem: s jeho těžbou, stejně jako těžbou dalších kovů, a s jeho uměleckým přetvářením do šperků, stříbrných předmětů apod. Díky tomu, díky pitoreskním městským domům a obklopujícímu panoramatu, je turismus hlavní ekonomickou aktivitou města.
Taxco se nachází v severocentrální části státu Guerrero, 36 km (22 mil) od města Iguala, 135 km (84 mil) od hlavního města státu Chilpancingo a 170 km (106 mil) od Mexico City. Pro kvalitu své stříbrařské práce, koloniální stavitelství a okolní scenérii, bylo město jmenováno jedním z "Kouzelných míst Mexika", "Pueblo mágico".
Město je postaveno na úpatí hory a strmé uličky s krásnými koloniálními domy jsou jednou z mnoha turistických atrakcí. Ve městě stojí i kostel Santa Prisca, který byl postaven v ultrabarokním stylu před více než 200 lety.